# Barnens bokklubb
Barnens Bokklubb (Bb) startade 1977, och är en barnbokklubb för barn och ungdomar i Sverige. 
Initiativtagare till Barnens Boklubb var Marianne von Baumgarten och målsättningen från start har varit att förmedla barnböcker av högsta kvalitet från alla förlag. En som från början gav sitt stöd till Barnens Bokklubb var Astrid Lindgren, som också betonade vikten av högläsning och sagoberättande.
Barnens Bokklubb ägs sedan 2016 av Norstedts Förlagsgrupp.

### Fotnoter
1. ↑  ”Om Barnens bokklubb”. Barnens bokklubb. Arkiverad från originalet den 8 augusti 2016. https://web.archive.org/web/20160808214721/http://www.barnensbokklubb.se/om-barnens-bokklubb/. Läst 17 augusti 2016.
2. ↑  ”Storytel köper upp Barnens Bokklubb: "Ser många fördelar"”. breakit.se. 7 november 2016. https://www.breakit.se/artikel/5426/storytel-koper-upp-barnens-bokklubb-ser-manga-fordelar. Läst 14 februari 2025.